# 生存遊戲社
《生存遊戲社》（日語：さばげぶっ!）是由松本英吉在講談社發行的少女漫畫雜誌《Nakayoshi》連載的日本漫畫作品，連載期間從2011年1月號到2017年1月號完結。漫畫單行本全13冊。並在2014年7月至9月曾經播出電視動畫。
台灣於2013年3月11日至2014年4月8日由東立出版社出版4冊。

## 概要
對轉學感覺很平常的女高中生園川桃香，在轉學到新學校的首日，就遭到一個長相美麗的紫髮少女，手上卻拿著槍的怪咖糾纏。
原來此人就是生存遊戲社社長鳳美煌。
美煌發現桃香在用槍方面有驚人的才能之後，便想盡辦法要拉桃香入社，而桃香最後也屈服在壓力之下，加入了此社團。但沒想到除了社長之外，每個社員也都是怪人...

## 登場角色

### 生存遊戲社成員
園川桃香（聲：大橋彩香）
主要使用槍支 - 貝瑞塔M9手槍。
高中1年級生，15歲，因為家庭的因素經常轉學，結果演變成會隱藏本性假裝隨和的個性與人相處，但真面目是有仇必報的復仇主義者，甚至會加倍奉還，並非好招惹的對象。意外很有玩生存遊戲的天賦，第一次與社員試玩敵隊全是由其擊倒。完全不會從歷史經驗中記取教訓，常把過去犯的錯讓悲劇重演。也是本位主義者，自私自利，常毫不留情地讓同伴送死，但偶爾主動做好事也得不到好報。
鳳美煌（聲：內山夕實）
主要使用槍支 - 沙漠之鷹Mark VII。
高中3年級生（學分不足而留級中），18歲，梧桐學園高中生存遊戲社社長。家境富裕，性格相當闊氣，有時會有相當過頭離譜的舉動。校內十分受歡迎，但也因此常造成部分過激愛慕者間的衝突。
經堂麻耶（聲：Lynn）
主要使用槍支 - M4A1。
高中2年級生，擁有巨乳和一流的好身材，這點常造成桃香與麗無形的羨忌，有在當寫真偶像。不喜歡納豆，曾因工作需要而在桃香的斯巴達式訓練下學習克服，最終卻得了反效果而有納豆恐懼症。在純白清純女子大學也有一群過激愛慕者。
春日野麗（聲：大久保瑠美）
主要使用槍支 - GLOCK 26。
高中1年級生。外表甜美性格腹黑，有百合的傾向，美煌的青梅竹馬，也是她的過激愛慕者之一，因此對於任何跟美煌關係良好的人都會以極端的手段暗中驅逐，造成生存遊戲社人數一直很有限。曾因覺得美煌過度在意桃香而抱有敵對意識並一樣進行驅逐，結果後來遭加倍報復卻因此覺醒了受虐癖，反過來自願變成桃香的奴隸，常請求桃香使役或攻擊她，並稱她「桃香大人」。料理技術非常的差，據桃香說法難吃到連胃都無法認同那叫食物。力氣（自稱背肌的力量達600公斤）與耐打性異常了得，鋼筋混凝土做的牆壁單手就能毫髮無傷地揍出個洞來（特別是發怒與緊急狀況時）。
豪德寺佳代（聲：東山奈央）
主要使用槍支 - MAC-11衝鋒槍。
高中1年級生，與桃香同班。性格無口，很少主動說話。生存遊戲社中唯一沒對生存遊戲特別感興趣的人，喜歡角色扮演才加入此社，隨身攜帶著一只裝滿各式衣服的緊急換裝用皮箱，變裝的速度非常快。智商高達160，成績一直是學年第一。
小鴨
總出現在生存遊戲社裡的謎之生物，從外觀特徵推測應是鴨嘴獸，但桃香跟蹤觀察後發現其生活方式完全與鴨嘴獸生態極為不符。性格有點兇暴但多才多藝，喜歡吃美味棒。居無定所，原本似乎寄居在美煌家，後來與她去了桃香家後又變成住在桃香那裡，曾被桃香企圖趕走卻因為她媽媽表示「最喜歡這種看上去像是玩偶的治癒系生物」而很厚臉皮地繼續住下來。

### 其他角色
石動彌生（聲：松井惠理子）
學生會會長，外表姿容端麗，處理能力優秀。因美煌常在社團活動會議中有怪異的言行卻因人氣高不但沒人制止反而更受擁戴讓她倍感羞辱，企圖挑撥生存遊戲社成員解散該社團，結果卻到處碰壁還每次出狀況都被美煌所救，甚至最後學校還傳出兩人在交往的誹聞。
美崎純
高中2年級，學生會成員，把驅除「花子」的責任交給生存遊戲社。
花子
居住在學校廁所，非人類的存在，與在以夜間校園為戰鬥場地的生存遊戲社相遇，後來被美煌用神社淨手水浸過的BB彈打中，因而消失。
園川和江（聲：井上喜久子）
桃香的媽媽，非常溺愛女兒到有點病嬌的地步。
佐倉惠那（聲：堀江由衣）
擔任生存遊戲社顧問的教師，行為冒失運氣又非常差，常常受傷或搞砸事情，但本人卻完全沒有自覺。
羽黑露世理亞（聲：金井美香）
茅野小學女子生存遊戲俱樂部代表，喜歡動物。因為一次在射擊攤的誤會而將美煌視為敵手。
店長（聲：玄田哲章）
空氣槍、軍事專賣店的店長。
炸雞☆檸檬（聲：荒井聰太）
身材肥胖的御宅族男子，射擊遊戲「DOT」（DEAD OF TERROR）著名的日本冠軍。曾在電子遊樂場與桃香打賭如果輸了就下跪道歉贏了便要拍情侶照，起初不分上下後來拿下一面倒的優勢卻被桃香耍陰用槍砸昏而落敗，但桃香受周圍氣氛影響而與其一同拍攝象徵友誼的照片（實際上跟情侶照沒兩樣），之後也變成跟麗類似的受虐癖愛慕者，一樣稱她「桃香大人」。
本身也是攝影愛好者，在桃香幫麻耶參加攝影會時亦有參與其中並告知「死亡攝影師」的情報，在「死亡攝影師」騷擾桃香時亦多次幫助她脫困，最後還犧牲色相穿短裙讓「死亡攝影師」誤拍下作嘔的畫面才成功制伏他們。有恋鞋癖，私下收藏很多高跟鞋還會穿它們，穿高跟鞋走路的技巧比真的女人還厲害。
ヤミー
國民偶像，和麻耶是同事務所的朋友。
因為某些原因變胖，從麻耶那裡得知讓桃香迅速變瘦的情報而尋求美煌幫助，然而過程並不順利
之後因為桃香的啟發，煩惱消散，從而不再暴飲暴食變回原本身材，卻也因此黏上了桃香。

### 死亡攝影師/裙底風光俱樂部（パンチラ俱樂部）
三名專門用各種小手段拍攝女模特兒走光的業餘攝影師，並將所有走光照大剌剌地放上網站供人觀賞。由於太過羞恥導致許多女模特兒因此斷送職業生涯，也因此被其他業餘攝影者稱為「死亡攝影師」。
所羅門赤虎（聲：本橋大輔）
第二個加入的成員，一頭金髮的中年男子。曾因為過於沉迷攝影沒有顧好人際關係導致完全沒朋友。
白色墜天使（聲：林大地）
第三個加入的成員，身材肥胖的中年男子。曾是個重度家裡蹲而對生活漸感絕望。
拂曉擊墜王（聲：霜月紫）
裙底風光俱樂部開創者。本來是熱愛拍攝自然景物的優秀攝影師，小時候也因為技術優秀而相當受歡迎，沒想到長大後攝影技術不但沒人讚揚還被異性同學言語中傷，憤怒之下偷拍她們的裙底風光並放上網站藉此報復，沒想到因此成名而開始走拍攝走光路線。

## 出版書籍
| 冊數 | 講談社         | 講談社                 | 東立出版社    | 東立出版社             |
| 冊數 | 初版發售日期   | ISBN                   | 初版發售日期  | ISBN                   |
| ---- | -------------- | ---------------------- | ------------- | ---------------------- |
| 1    | 2011年6月6日   | ISBN 978-4-06-364311-4 | 2013年3月11日 | ISBN 978-986-317-981-8 |
| 2    | 2012年2月6日   | ISBN 978-4-06-364339-8 | 2013年3月11日 | ISBN 978-986-317-982-5 |
| 3    | 2012年9月6日   | ISBN 978-4-06-364362-6 | 2013年5月16日 | ISBN 978-986-317-983-2 |
| 4    | 2013年3月6日   | ISBN 978-4-06-364377-0 | 2014年3月25日 | ISBN 978-986-332-243-6 |
| 5    | 2013年9月13日  | ISBN 978-4-06-364395-4 |               |                        |
| 6    | 2014年4月11日  | ISBN 978-4-06-364419-7 |               |                        |
| 7    | 2014年7月7日   | ISBN 978-4-06-364431-9 |               |                        |
| 8    | 2014年10月10日 | ISBN 978-4-06-364447-0 |               |                        |
| 9    | 2015年3月13日  | ISBN 978-4-06-364462-3 |               |                        |
| 10   | 2015年10月13日 | ISBN 978-4-06-364488-3 |               |                        |
| 11   | 2016年4月13日  | ISBN 978-4-06-391508-2 |               |                        |
| 12   | 2016年11月11日 | ISBN 978-4-06-391529-7 |               |                        |
| 13   | 2017年4月13日  | ISBN 978-4-06-391542-6 |               |                        |

## 電視動畫

### 製作人員
- 原作：松本英吉（講談社「Nakayoshi」連載）
- 系列構成：青島崇
- 角色設計：工藤昌史
- 總作畫監督：櫻井正明
- 美術監督：河合泰利
- 色彩設計：阿部美雪
- 攝影監督：後藤健男
- 編輯：小野寺繪美
- 音響監督：蝦名恭範
- 音樂：三澤康廣
- 旁白：玄田哲章
- 副監督：大隈孝晴
- 監督：太田雅彥
- 音樂製作人：伊藤善之
- 製片人：加戶裕子、藤枝修一、高見正人、木皿陽平、北吉弘樹、田畑孝之、藍谷厚史
- 動畫製作人：小澤一由
- 動畫製作：Studio Pierrot+
- 製作：「生存遊戲社」製作委員會

### 主題曲
片頭曲「YES!!」
作詞：こだまさおり，作曲、編曲：高田曉，主唱：大橋彩香
片尾曲
作詞：畑亞貴，作曲、編曲：木下智哉
主唱：〔園川桃香（大橋彩香）、鳳美煌（內山夕實）、春日野麗（大久保瑠美）、經堂麻耶（Lynn）、豪德寺佳代（東山奈央）〕

### 各話列表
| 話數                  | 日文標題                         | 中文標題                         | 劇本     | 分鏡              | 演出                      | 作畫監督                                   |
| --------------------- | -------------------------------- | -------------------------------- | -------- | ----------------- | ------------------------- | ------------------------------------------ |
| MISSION1              |                                  | 入社！                           | 青島崇   | 太田雅彥          | 荒井省吾                  | 、仁井學 Chang Bum Chul                    |
| MISSION1              | 妳說要入社？那是騙人的           |                                  | 青島崇   | 太田雅彥          | 荒井省吾                  | 、仁井學 Chang Bum Chul                    |
| MISSION1              | 本來應該進行真正的生存遊戲       |                                  | 青島崇   | 太田雅彥          | 荒井省吾                  | 、仁井學 Chang Bum Chul                    |
| MISSION2              |                                  | 雙馬尾的陷阱                     | 子安秀明 | 大隈孝晴          | 福本潔                    | Chang Bum Chul                             |
| MISSION2              | 精神訓練                         |                                  | 子安秀明 | 大隈孝晴          | 福本潔                    | Chang Bum Chul                             |
| MISSION2              | 沉默的KILL or DIE                |                                  | 子安秀明 | 大隈孝晴          | 福本潔                    | Chang Bum Chul                             |
| MISSION3              |                                  | 那傢伙來了！呼風喚雨之女登場！！ | 杉原研二 | 矢花馨            | 矢花馨                    | Lee Jong Gyeong                            |
| MISSION3              | 那傢伙也來了！地獄小孩的挑戰！！ |                                  | 杉原研二 | 矢花馨            | 矢花馨                    | Lee Jong Gyeong                            |
| MISSION4              |                                  | 命運（笑）的男孩遇見女孩www      | 青島崇   | 太田雅彥          | 矢野孝典                  | 大田謙治                                   |
| MISSION4              | 嘲笑我們減肥意志的豬啊           |                                  | 青島崇   | 太田雅彥          | 矢野孝典                  | 大田謙治                                   |
| MISSION4              | 來我家吧                         |                                  | 青島崇   | 太田雅彥          | 矢野孝典                  | 大田謙治                                   |
| MISSION5              |                                  | 昇天！？安靜的生存遊戲           | 子安秀明 | 大久保政雄        | 松本正幸                  | Kim Hyou En Lee Jong Gyeong Kim Jong Heon  |
| MISSION5              | 該死的雙馬尾                     |                                  | 子安秀明 | 大久保政雄        | 松本正幸                  | Kim Hyou En Lee Jong Gyeong Kim Jong Heon  |
| MISSION5              | 聖戰 天使與惡魔的諸神黃昏        |                                  | 子安秀明 | 大久保政雄        | 松本正幸                  | Kim Hyou En Lee Jong Gyeong Kim Jong Heon  |
| MISSION6              |                                  | 學生會長石動彌生的復仇！         | 杉原研二 | 大隈孝晴          | 荒井省吾                  | Chang Bum Chul                             |
| MISSION6              | 令人瞠目結舌的不義之戰           |                                  | 杉原研二 | 大隈孝晴          | 荒井省吾                  | Chang Bum Chul                             |
| MISSION7              |                                  | 狩獵社！                         | 鴻野貴光 | 福島利規          | 柊蜻蛉                    | Kim Bo Kyung Kim Hyou Eun 竹內昭、吉岡敏幸 |
| MISSION7              | 男人這傢伙                       |                                  | 鴻野貴光 | 福島利規          | 柊蜻蛉                    | Kim Bo Kyung Kim Hyou Eun 竹內昭、吉岡敏幸 |
| MISSION7              | HENTAI                           | 變態                             | 鴻野貴光 | 福島利規          | 柊蜻蛉                    | Kim Bo Kyung Kim Hyou Eun 竹內昭、吉岡敏幸 |
| MISSION8              |                                  | 純白防衛線                       | 子安秀明 | 誌村宏明          | 矢花馨                    | Lee Jong Gyeong                            |
| MISSION8              | 白銀的獵人們。ーー麻耶、散落     |                                  | 子安秀明 | 誌村宏明          | 矢花馨                    | Lee Jong Gyeong                            |
| MISSION9              |                                  | 犬鴨物語                         | 杉原研二 | 太田雅彥          | 荒井省吾                  | Chang Bum Chul                             |
| MISSION9              | 離天國最近的泳池                 |                                  | 杉原研二 | 太田雅彥          | 荒井省吾                  | Chang Bum Chul                             |
| MISSION9              | MAD 爺婆X                        |                                  | 杉原研二 | 太田雅彥          | 荒井省吾                  | Chang Bum Chul                             |
| MISSION10             |                                  | 寶藏獵人                         | 鴻野貴光 | 大隈孝晴 太田雅彥 | 守田藝成                  | 宮井加奈、洪範錫 下地彩加、仲村信樹        |
| MISSION10             | 悲傷的偶像                       |                                  | 鴻野貴光 | 大隈孝晴 太田雅彥 | 守田藝成                  | 宮井加奈、洪範錫 下地彩加、仲村信樹        |
| MISSION10             | 生存遊戲社VS不見身影的強敵       |                                  | 鴻野貴光 | 大隈孝晴 太田雅彥 | 守田藝成                  | 宮井加奈、洪範錫 下地彩加、仲村信樹        |
| MISSION11             |                                  | 雜亂無章的裝飾                   | 鴻野貴光 | 小澤一浩 福島利規 | 矢野孝典                  | 相坂直紀、清水勝祐 、北原章雄              |
| MISSION11             | 絕對是灰姑娘                     |                                  | 鴻野貴光 | 小澤一浩 福島利規 | 矢野孝典                  | 相坂直紀、清水勝祐 、北原章雄              |
| MISSION11             | 紅色流星                         |                                  | 鴻野貴光 | 小澤一浩 福島利規 | 矢野孝典                  | 相坂直紀、清水勝祐 、北原章雄              |
| MISSION12             |                                  | 再見了朋友！生存遊戲社最後之日！ | 青島崇   | 太田雅彥          | 太田雅彥、荒井省吾 矢花馨 | Chang Bum Chul 服部憲知 Kim Hyoung Il      |
| MISSION12             | 生存遊戲社傾心贈送               |                                  | 青島崇   | 太田雅彥          | 太田雅彥、荒井省吾 矢花馨 | Chang Bum Chul 服部憲知 Kim Hyoung Il      |
| OVA SPECIAL MISSION 1 |                                  | 一個都不留                       | 青島崇   | 太田雅彥          | 矢野孝典                  | 重松晉一                                   |

### 播放電視台
日本深夜動畫：下文記載的日本国内播放時間使用日本標準時間（UTC+9）表示。因為部分時間标识會採用30小时制，因此請留意这类超过24:00的时间，其實際播放時間為翌日清晨。
| 播放地區 | 播放電視台 | 播放日期               | 播放時間（UTC+9）         | 所屬聯播網 | 備註           |
| -------- | ---------- | ---------------------- | ------------------------- | ---------- | -------------- |
| 東京都   | TOKYO MX   | 2014年7月6日－9月21日  | 星期日 22時30分－23時00分 | 獨立UHF局  |                |
| 兵庫縣   | SUN電視台  | 2014年7月7日－9月22日  | 星期一 23時30分－24時00分 | 獨立UHF局  |                |
| 日本全國 | BS11       | 2014年7月7日－9月22日  | 星期一 24時00分－24時30分 | 衛星電視   | 『ANIME+』節目 |
| 京都府   | KBS京都    | 2014年7月7日－9月22日  | 星期一 25時00分－25時30分 | 獨立UHF局  |                |
| 日本全國 | AT-X       | 2014年7月11日－9月26日 | 星期五 23時30分－24時00分 | 衛星電視   | 有重播         |

### 關連商品

#### 藍光
| 卷數 | 發售日         | 收錄話                               | 規格編號  | 規格編號 |
| 卷數 | 發售日         | 收錄話                               | 藍光      |          |
| ---- | -------------- | ------------------------------------ | --------- | -------- |
| 1    | 2014年9月24日  | 第1話－第2話 OVA SPECIAL MISSION 1   | BCXA-0912 |          |
| 2    | 2014年10月29日 | 第3話－第4話 OVA SPECIAL MISSION 2   | BCXA-0913 |          |
| 3    | 2014年11月21日 | 第5話－第6話 OVA SPECIAL MISSION 3   | BCXA-0914 |          |
| 4    | 2014年12月25日 | 第7話－第8話 OVA SPECIAL MISSION 4   | BCXA-0915 |          |
| 5    | 2015年1月28日  | 第9話－第10話 OVA SPECIAL MISSION 5  | BCXA-0916 |          |
| 6    | 2015年2月20日  | 第11話－第12話 OVA SPECIAL MISSION 6 | BCXA-0917 |          |

## 註解·參考
1. ↑  . 動畫新聞網. 2013年8月26日  [2013年11月14日]. （原始内容存档于2021年1月7日） （英语）.
2. ↑  . 誠品網路書店.   [2013年11月15日]. （原始内容存档于2017年10月3日） （中文）.
3. ↑  . 誠品網路書店.   [2014年3月25日]. （原始内容存档于2017年10月3日） （中文）.
4. ↑  長時間遠離水邊在陸地上行走、主食不是昆蟲和魚而是人類的食物。

## 外部連結
- Nakayoshi公式網站作品介紹（日語）
- 電視動畫「生存遊戲社」公式網站 （页面存档备份，存于）（日語）
- 電視動畫「生存遊戲社」公式帳號的X（前Twitter）（日語）
- 生存遊戲社在動畫新聞網百科全書中的資料（英文）（英文）